# Pandalina brevirostris
Pandalina brevirostris är en kräftdjursart som beskrevs av Martin Heinrich Rathke 1843. Pandalina brevirostris ingår i släktet Pandalina och familjen Pandalidae. Arten är reproducerande i Sverige. Inga underarter finns listade i Catalogue of Life.